# Fighting Harada
Masahiko Harada (Tokio, 5 april 1943), beter bekend als Fighting Harada, was een Japans bokser. Hij was wereldkampioen in twee gewichtsklassen; vlieggewicht en bantamgewicht.

## Biografie
Harada werd op 10 oktober 1962 de WBA-wereldkampioen vlieggewicht door de Thai Pone Kingpetch in de elfde ronde knock-out te slaan. Het jaar daarop verloor hij de herkansing tegen Kingpetch op punten.
Harada bokste vervolgens in het bantamgewicht. Na een reeks van vier overwinningen verloor hij op KO van de Mexicaan José Medel op 26 september 1963. Na een reeks van zeven overwinningen onttroonde hij de Braziliaan Éder Jofre op 18 mei 1965, waardoor hij houder werd van de WBA- en WBC-titels. Jofre was vijftig partijen ongeslagen voor dit gevecht. Harada verdedigde zijn wereldtitels vier keer, waaronder tegen Jofre en Medel. Op 27 februari 1968 verloor hij op punten van Lionel Rose.
Op 28 juli 1969 vocht Harada tegen de Australiër Johnny Famechon voor de WBC-wereldtitel vedergewicht. Het gevecht vond plaats in Sydney en de scheidsrechter en enige jurylid was de voormalige wereldkampioen Willie Pep. Pep scoorde het gevecht als een gelijkspel, maar nadat de fans van Famechon begonnen te protesteren en te schelden, kondigde Pep aan dat hij zijn scorekaart verkeerd had berekend en dat hij Famechon daadwerkelijk op voorsprong had staan, waardoor Harada de verliezer was van het gevecht. Door het controversiële einde van dit gevecht kwam er een rematch. In 1970 verloor Harada de rematch op KO in de veertiende ronde. Hierna was zijn carrière beëindigd.
In 1995 werd Harada opgenomen in de International Boxing Hall of Fame.